# Ledeskruedrejebænk
Ledeskruedrejebænken blev skabt af Henry Maudslay omkring år 1800, for at kunne fremstille hele serier af identiske skruer og møtrikker. Denne var forløber for den moderne drejebænk, som vi kender den med mulighed for at skære f.eks. gevind i en rundstang m.m.